# Scotopteryx costijuncta
Scotopteryx costijuncta är en fjärilsart som beskrevs av Richardson 1952. Scotopteryx costijuncta ingår i släktet backmätare, och familjen mätare. Inga underarter finns listade.